# Transgresión de género
Transgresor o transgresora de género (gender bender) es quién transgrede, desdibuja, intercambia o "dobla" roles de género esperados. Alguien que transgrede (to bend) roles de género esperados es también llamado genderfuck. La transgresión de género es a veces una forma de activismo social emprendido para destruir roles de género rígidos y desafiar estereotipos de roles sexuales, notablemente en casos donde la persona no conforme con el género encuentra este sistema de género opresor. Puede ser una reacción o protesta a la homofobia, transfobia, misoginia o misandria. Algunos transgresores de género se identifican con el sexo asignado en el nacimiento, pero desafían las normas sociales que asignan expectativas particulares, o comportamientos adecuados a dicho género. Esta rebelión puede implicar vestimenta andrógina, adorno o accesorios, comportamiento, y roles de género atípicos. Quienes transgreden el género pueden autoidentificarse como trans o de género no binario. Aunque, muchas personas trans no se consideran transgresores de género.
La transgresión de género puede o suele ser política, partiendo de los movimientos de políticas de identidad de las décadas de los años 1960 y 1970, uno de cuyos principios es la idea de que lo personal es político. En su artículo de 1974, Genderfuck and Its Delights, Christopher Lonc explicó su motivación para actuar de esta manera y transgredir el género: «quiero criticar y burlar los roles de mujeres y también de hombres. Quiero probar intentar mostrar cuán no-normal puedo ser. Quiero ridiculizar y destruir la cosmología entera de roles de sexo restrictivos e identificación sexual».
El término genderfuck o genderbender ha sido mucho tiempo parte de la lengua vernacular gay, y empezó a aparecer en documentos escritos en los 1970. Sheidlower cita la definición del término gender fuck en el trabajo de L Humphreys de 1972 Out of the Closets: Sociology of the Homosexual Liberation como «una forma extendida teatro de guerrilla». También citado es en la edición de agosto de 1972, en referencia al estilo glam del rock: «El nuevo travestismo "macho", llamado vulgarmente "gender-fuck", una sátira curiosa de personificación femenina –vestidos, barbas y maquillaje– es representado por, entre otros, tres hombres en uniformes de WAC y grandes bigotes».

## Género binario
Para «joder con» el género, uno tiene que tener una expectativa a ser capaz de rebelarse en contra. Estas expectativas son socialmente construidas y pueden variar ampliamente entre culturas. El género binario es la idea de que solo existen dos géneros: hombre y mujer. En muchas culturas es solo aceptable para un individuo de encarnar uno de dos roles géneros polares. Los roles de género a menudo imitan las expectativas sociales de las categorías sexuales de "hombre" y "mujer". Dentro de esta expectativa cultural, de las personas designadas como hombres está esperado ser masculino, mientras de aquellas designadas mujeres se espera que sean femeninas. La creencia y la suscripción a roles de género polares es conocida como binarismo de género.
En muchas culturas, para una persona ser vista como perteneciente a una categoría de género particular, el individuo no solo tiene que tener una particularidad anatómica (incluyendo genitales), pero tiene que conformar a las ideas de aquella cultura sobre adecuados y estereotípicos roles de sexo. Estos roles son altamente influidos por cultura y peers. Este estereotipo de rol sexual incluye la orientación sexual. Con este fin, quienes van en contra de la conducta esperada, por ejemplo gays y lesbianas, pueden ser visto tan "menos" u "otros".
En culturas occidentales, los roles de género han cambiado significantemente con los años. Aun así, la cultura normativa occidental todavía tiende a esperar comportamientos estereotípicos "femeninos" de mujeres, y roles de sexo "masculinos" de hombres. Un estudio de la Universidad de Princeton perfiló estos comunes y prescriptivos estereotipos: "masculino" - actúan como líder, agresivos, ambiciosos, analíticos, asertivos, atléticos, competitivos, defienden sus propias creencias, dominantes, enérgicos, tienen capacidades de liderazgo, independientes, individualistas, toman decisiones fácilmente, autosuficientes, de personalidad fuerte, dispuestos a tomar una posición, y dispuestos a tomar riesgos. Estereotipos de roles de sexo "femenino", definidos por este mismo estudio incluyen: afectuosas, alegres, infantiles, compasivas, no utilizan lenguaje fuerte, agradables, suaves, crédulas, aman a los niños, leales, sensibles a las necesidades de otros, tímidas, comprensivas, empatéticas, tibias, y lucrativas.
En culturas cristianas y judías, los roles de género y la presentación del género han sido vigilados desde tiempos bíblicos: "La mujer no llevará algo que pertenezca a un hombre, tampoco deberá un hombre llevar vestimenta de mujer; para todos aquellos que lo hacen abominación serán una abominación para el Señor Dios" (Deut. 22:5). Cruzar estas líneas ha sido interpretado por algunos cristianos como transgresión moral.
Aun así, otras culturas - a menudo pueblos indígenas, o subculturas que existen dentro de culturas occidentales - conceptualizan al género algo con más de dos opciones, e incluso ver a personas como individuos que potencialmente podrían pertenecer a más de un género . Algunos pueblos indígenas de América del Norte han tenido históricamente más de dos "espíritus" como parte de su estructura social, mientras otros, pueden o no haber adquirido esta diversidad históricamente, suelen aceptar personas de dos espíritus como parte de sus comunidades modernas. Otras culturas pueden ver a personas como seres capaces de encarnar más de un rol de género en distintos tiempos, o de estar "en el medio", "encarnando ambos espíritus: masculino y femenino". Un ejemplo así son las personas Bugis del Sur de Sulawesi, Indonesia. Personas de la comunidad Bugis tienen un total de cinco géneros. Estos géneros incluyen lo que tradicionalmente sería visto como género cis hombre y mujer, así como hombres y mujeres transgénero, y los Bissu chamanes andróginos.

## Transgresión de género en la práctica
A menudo, la parodia y la exageración suelen usarse transgredir roles de género, generalmente para exponerlos como artificiales. Por ejemplo, una persona que emplea la transgresión de género puede intencionalmente exagerar ideas convencionales de feminidad o masculinidad. La transgresión de género también puede ser conseguida a través del transformismo y la androginia, ambos retan y contribuyen a desmantelar el género binario al separar la expresión o la performatividad del género de percepciones del sexo biológico o fisiológico. Así, la transgresión del género protestan el esencialismo del género . Este concepto es protestado no solo a través de apariencias no normativas, sino al desafiar roles de género normativos, características, o también comportamientos – por ejemplo, un individuo de cuerpo femenino quién es intencionalmente positivo y no doméstivo con objetivo desafiar la idea de feminidad esencial. La transgresión del género está basada en la performatividad o actuación del género: el concepto de género como una puesta en escena. Pueda ser conseguido a través de la presentación física (por ej. ropa, cabello, maquillaje, y características de sexo secundario), así como el comportamiento. Ya que mucho de la performatividad del género está expresado a través de la ropa, en sociedades donde un binarismo de género puede ser observado, hay una idea establecida extendida que cierta ropa es "masculina" y tendría que ser llevada solo por individuos de cuerpo biológicamente masculino, y otra es "femenina" y tendría que ser llevada solo por individuos de cuerpos biológicamente femeninos.

### Transformismo y androginia
El transformismo sería una forma de transgredir el género porque el propósito es "quebrantar con los roles" de género y su presentación. La androginia no es específicamente una transgresión de género, pero puede ser considerado como tal si alguien está siendo andrógino a propósito. Muchas personas quiénes son andróginas puede que no hagan un esfuerzo consciente para verse de esa manera. El origen de la palabra "andrógino" proviene del griego androgynos: "macho y mujer en uno; hombre femenino; común para hombres y mujeres". 
Ha habido muchas personas famosas quiénes se "han travestido" y muchas personas famosas hoy en día quiénes son andróginas. La estrella de rock Prince era conocido por su transformismo o o looks andróginos. Eddie Izzard empezó a hablar libremente sobre su transformismo en 1992.
Shakespeare utilizó el transformismo en sus performances. Al pasar de los siglos, algunos lectores han postulado que los sonetos de Shakespeare son autobiográficos, y apuntado a ellos como evidencia de su amor hacia un muchacho. Con esto dicho, Shakespeare tuvo personajes en sus escritos que fueron considerados travestis o transgresores de género. Cuatro de los cinco caracteres femeninos principales en sus obras fueron vistos como mujeres quiénes usan el trvestismo como hombres o chicos: Cleopatra en Antony y Cleopatra, Portia en El Mercader de Venice, Rosalind en Como Gustéis, Viola en Duodécima Noche.
La transgresión del género se observa a través de muchos estilos de vida. Uno de estas formas es el drag.

### Drag
Los shows drag son espectáculos donde las personas actúan en drag. La vestimenta y el maquillaje drag puede en algunos casos sencillamente implicar un actor que retrata un personaje de un sexo o género opuesto al suyo, o la actuación puede ser una parodia o crítica al género y roles de género. A menudo estereotipos "femeninos" o "masculinos" de género de la cultura del intérprete es exagerada con efectos cómicos o satíricos. Los intérpretes se pueden llamar drag kings o drag queens. Espectáculos drag típicamente implican trajes glamurosos y elaborados y shows musicales. Los artistas pueden cantar, bailar, o hacer lip sync.
"Para entender las diferencias y las semejanzas entre drag queens hombres y drag kings con cuerpo femenino o transgénero, consideramos cómo el género personal e identidades sexuales de intérpretes drag afectan y están afectados por sus actuaciones de género en drag.

## Transgresión de género no política
La transgresión de género no es siempre un posicionamiento político. Según Butler, el género es algo performativo; solo sostiene importancia cultural hasta el punto de que esto es adscrito a él. A pesar del binarismo de género, hay muchas maneras para los individuos para expresar su variación de género y no todos ellos son intencionadamente políticamente radicales. También, en 1995 Tamsin Wilton argumentó que: 

La disrupción o transgresión de género no es intrínsecamente radical – de otra manera transgresores de género como Boy George, Prince, Annie Lennox, David Bowie etc. no se escapar con ello hasta el punto que lo hacen. Una transgresión de género políticamente consciente como la de RuPaul o (hasta cierto punto) Madonna – se acerca mucho más al radicalismo, pero es sólo al incorporar una crítica de género como un eje de poder que el jugar con significados de género pueden ser perversamente entretenido

## En películas
Algunas películas que incluyen personajes transgresores de género o personajes drag son:
- A Busy Day (1914)
- A Woman (1915)
- Different from the Others (1919)
- The Isle of Love (1923)
- That´s my Wife (1929)
- Twice Two (1933)
- Viktor und Viktoria (1933), así como su remake Victor/Victoria (1982)
- Georges et Georgette (1934)
- Glen or Glenda (1953)
- Some Like It Hot (1959)
- La Dolce Vita (1960)
- Psycho (1960)
- Women of the World (1963)
- Flesh (1968)
- Mondo Trasho (1969)
- Everything You Always Wanted to Know About Sex* (*But Were Afraid to Ask)(1972)
- Pink Flamingos (1972)
- Female TRouble (1974)
- The Rocky Horror Picture Show (1974)
- La Cage aux Folles (1978) así como su remake The Birdcage (1996)
- Poliéster (película) (1981)
- Tootsie (1982)
- Hairspray (1988) así como el remake de 2007
- París Is Burning (1991)
- Silencio of the Lambs (1991)
- Mrs. Doubtfire (1993)
- Ed Wood (1994)
- The Adventures of Priscilla, Queen of the Desert (1994)
- To Wong Foo (1995)
- Boys Don´t Cry (1999)
- Party Monster (2003)
- Transamerica (2005)
- J. Edgar (2011)